# ماساو ميوشي
ماساو ميوشي (باليابانية: マサオ・ミヨシ) هو عالم اجتماع ياباني، ولد في 14 مايو 1928 في طوكيو في اليابان، وتوفي في 1 أكتوبر 2009.